# Nông nghiệp đô thị

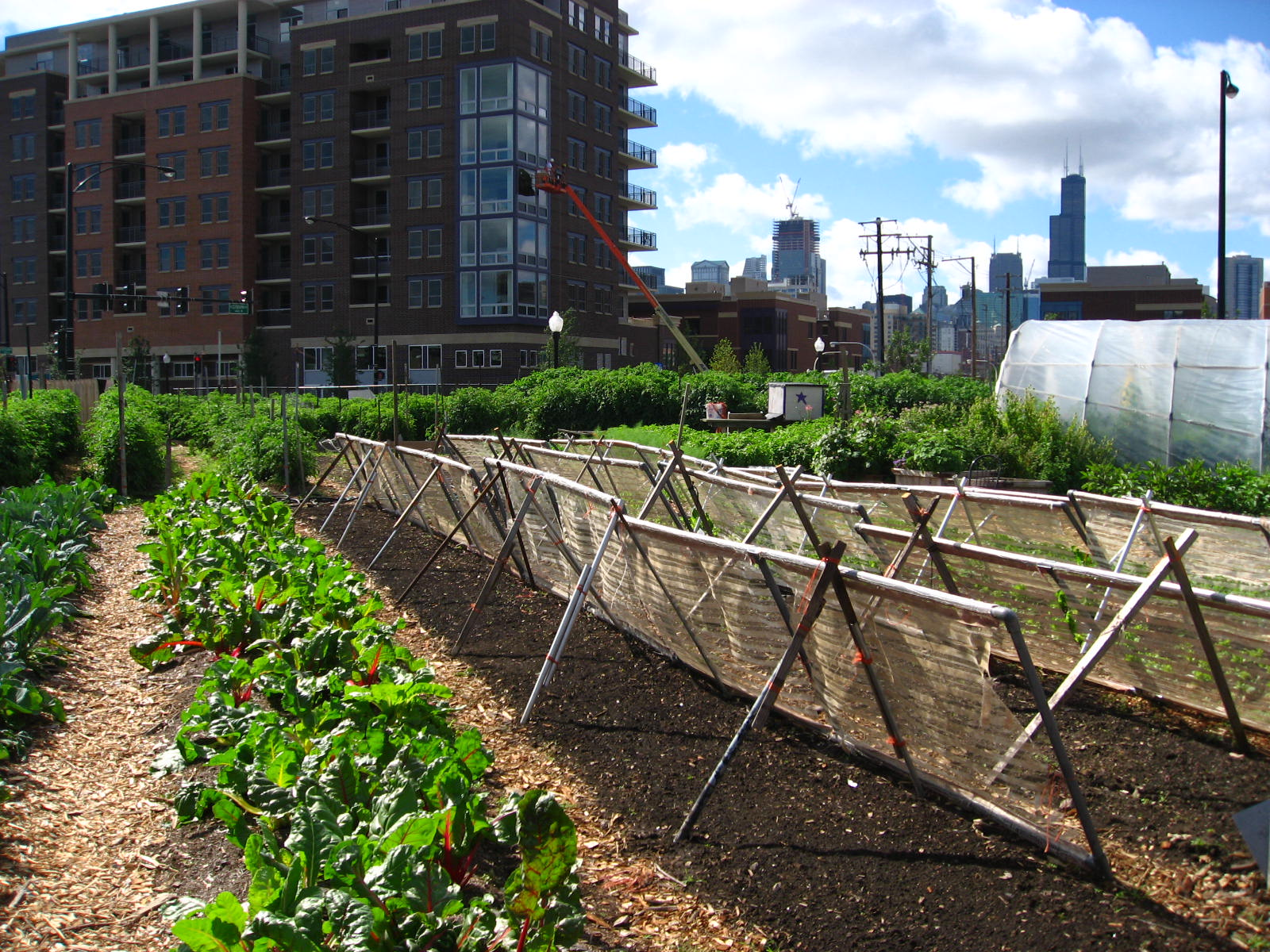
Một trang trại đô thị ở Chicago

Nông nghiệp đô thị , trồng trọt đô thị, hoặc làm vườn đô thị là hoạt động trồng trọt, chế biến và phân phối thực phẩm trong hoặc xung quanh các khu vực đô thị. Nông nghiệp đô thị cũng có thể liên quan đến chăn nuôi, nuôi trồng thủy sản, nông lâm kết hợp, nuôi ong đô thị và làm vườn. Các hoạt động này cũng diễn ra ở các khu vực ven đô, và nông nghiệp ven đô có thể mang những đặc điểm khác biệt.
Nông nghiệp đô thị có thể phản ánh nhiều mức độ phát triển kinh tế và xã hội. Đó có thể là một phong trào xã hội cho các cộng đồng bền vững, nơi những người trồng trọt hữu cơ, "những người thích ăn uống" và "những người ăn thực phẩm bản địa " hình thành các quan hệ xã hội, dựa trên sự chia sẻ các quan điểm và tính tổng thể của cộng đồng. Các mạng lưới này có thể phát triển khi nhận được hỗ trợ thể chế chính thức, được tích hợp vào quy hoạch thị trấn địa phương như một phong trào "thị trấn chuyển đổi"  cho phát triển đô thị bền vững. Đối với những người khác, an ninh lương thực, dinh dưỡng và tạo thu nhập là động lực chính cho việc thực hành. Trong cả hai trường hợp, việc tiếp cận trực tiếp nhiều hơn với rau tươi, trái cây và các sản phẩm thịt thông qua nông nghiệp đô thị có thể cải thiện an ninh lương thực và an toàn thực phẩm.

## Lịch sử

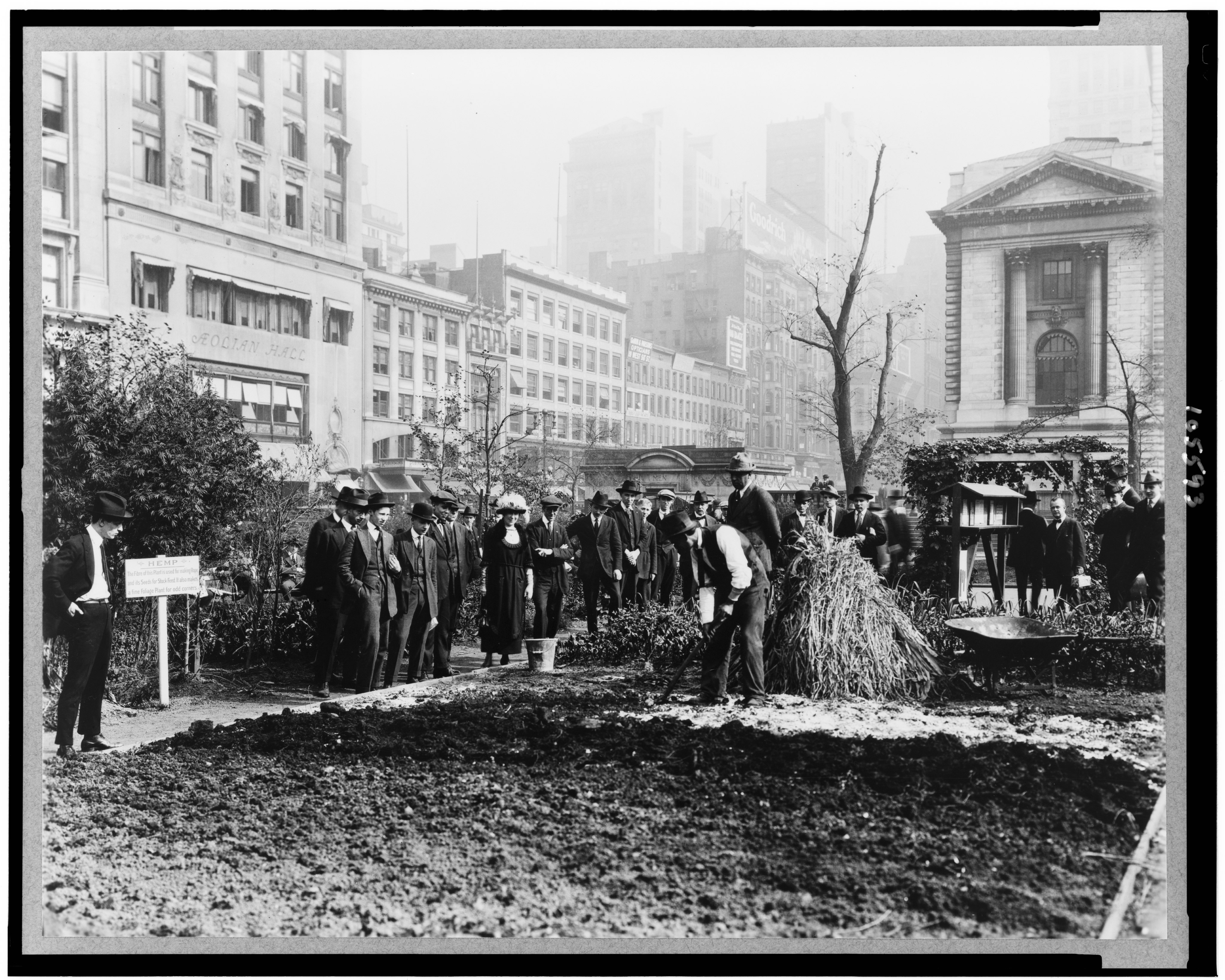
Một cuộc trình diễn làm vườn ở Thành phố New York, 1922

Tại các thị trấn bán sa mạc của Ba Tư, các ốc đảo được đưa vào thông qua các hệ thống dẫn nước dẫn nước từ núi lên để hỗ trợ sản xuất lương thực thâm canh, được nuôi dưỡng bằng chất thải từ cộng đồng. Ở Machu Picchu, nước đã được bảo tồn và tái sử dụng như một phần của kiến trúc bậc nhất của thành phố, và các luống rau được thiết kế để tập trung ánh nắng mặt trời nhằm kéo dài mùa sinh trưởng.
Ý tưởng sản xuất thực phẩm bổ sung ngoài hoạt động canh tác nông thôn và nhập khẩu từ xa không phải là mới. Nó đã được sử dụng trong chiến tranh và thời kỳ suy thoái khi vấn đề thiếu lương thực phát sinh, cũng như trong thời kỳ tương đối dồi dào. Các khu vườn phân bổ xuất hiện ở Đức vào đầu thế kỷ 19 như một phản ứng đối với tình trạng đói nghèo và mất an ninh lương thực.
Năm 1893, công dân của Detroit do suy thoái kinh tế được yêu cầu sử dụng bất kỳ khu đất trống nào để trồng rau. Chúng được đặt biệt danh là Pingree's Potato Patches theo tên thị trưởng, Hazen S. Pingree, người đưa ra ý tưởng này. Ông dự định cho những khu vườn này để tạo ra thu nhập, cung cấp thực phẩm, và thậm chí thúc đẩy sự độc lập trong thời gian khó khăn. Các khu vườn chiến thắng đã mọc lên trong Thế chiến I và Thế chiến II và là những vườn trái cây, rau và thảo mộc ở Hoa Kỳ, Canada và Vương quốc Anh. Nỗ lực này được thực hiện bởi các công dân nhằm giảm áp lực sản xuất lương thực nhằm hỗ trợ cho nỗ lực chiến tranh.

Trong Chiến tranh thế giới thứ nhất, Tổng thống Woodrow Wilson đã kêu gọi tất cả công dân Mỹ tận dụng mọi không gian mở sẵn có để tăng trưởng lương thực, coi đây là cách để kéo họ ra khỏi tình huống có thể gây thiệt hại. Bởi vì phần lớn châu Âu bị tiêu hao vì chiến tranh, họ không thể sản xuất đủ lương thực để chuyển đến Mỹ, và một kế hoạch mới đã được thực hiện với mục đích cung cấp cho Mỹ và thậm chí cung cấp thặng dư cho các nước khác có nhu cầu. Đến năm 1919, hơn 5 triệu mảnh đất trồng lương thực và hơn 500 triệu pound sản phẩm được thu hoạch.

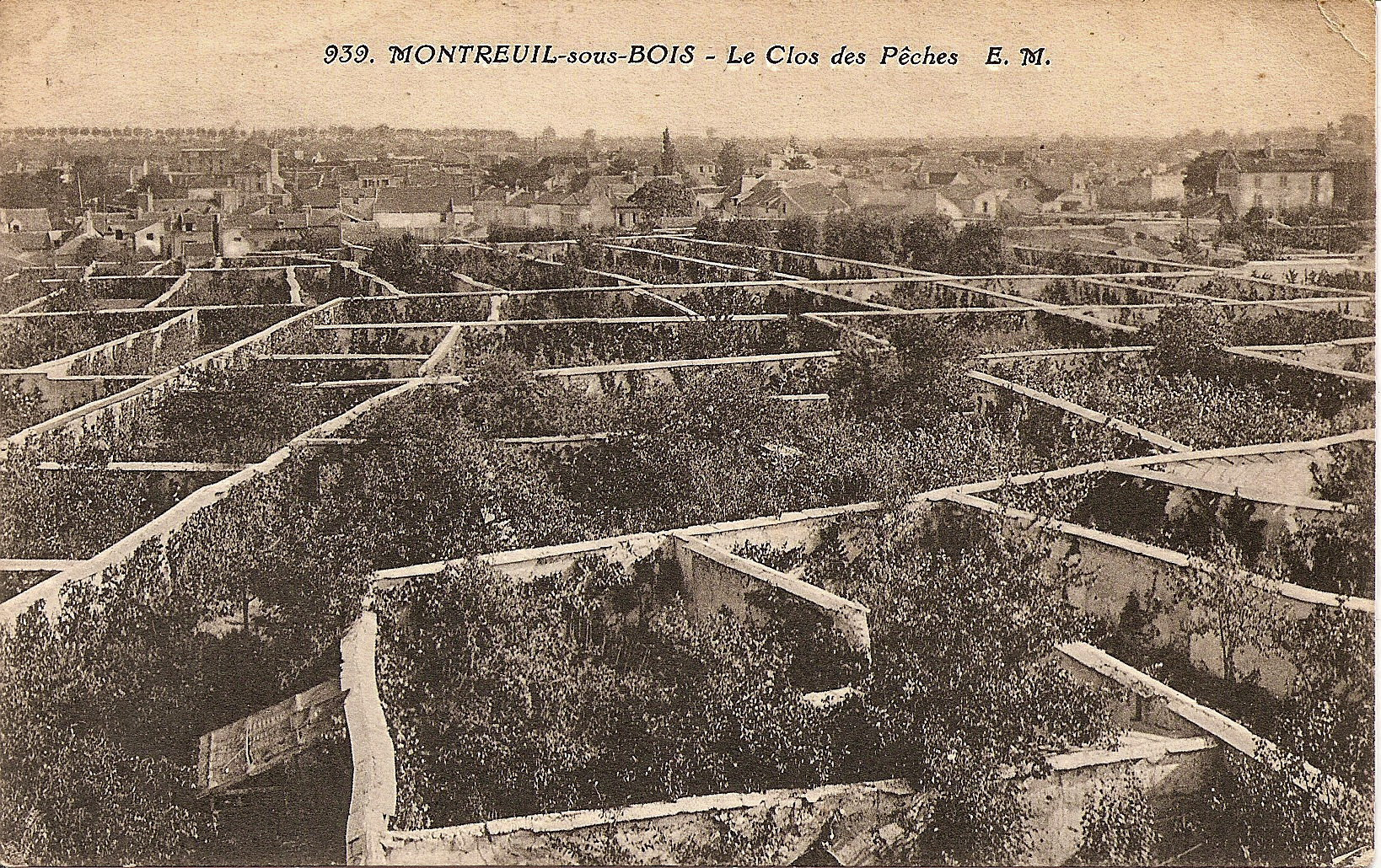
Đào ở Montreuil, Seine-Saint-Denis, Pháp

Một thực tiễn tương tự đã được áp dụng trong thời kỳ Đại suy thoái nhằm cung cấp mục đích, công việc và thực phẩm cho những người không có gì trong thời kỳ khắc nghiệt như vậy. Trong trường hợp này, những nỗ lực này đã giúp nâng cao tinh thần xã hội cũng như thúc đẩy tăng trưởng kinh tế. Hơn 2,8 triệu đô la lương thực được sản xuất từ các khu vườn tự cung tự cấp trong thời kỳ suy thoái. Vào thời điểm Chiến tranh thế giới thứ hai, Cục Quản lý Thực phẩm / Chiến tranh đã thiết lập Chương trình Vườn Chiến thắng Quốc gia nhằm thiết lập một cách có hệ thống nền nông nghiệp hoạt động trong các thành phố. Với kế hoạch mới này được thực hiện, có tới 5,5 triệu người Mỹ đã tham gia vào phong trào làm vườn chiến thắng và hơn 9 triệu pound trái cây và rau quả đã được trồng mỗi năm, chiếm 44% sản lượng do Hoa Kỳ trồng trong suốt thời gian đó. 
Làm vườn cộng đồng ở hầu hết các cộng đồng đều mở cửa cho công chúng và cung cấp không gian cho người dân trồng cây làm thực phẩm hoặc giải trí. Một chương trình làm vườn cộng đồng được thành lập tốt là P-Patch của Seattle. Phong trào nuôi trồng lâu năm ở cơ sở đã có ảnh hưởng to lớn trong thời kỳ phục hưng của nông nghiệp đô thị trên khắp thế giới. Dự án Severn ở Bristol được bắt đầu vào năm 2010 với giá 2500 bảng Anh và cung cấp 34 tấn sản phẩm mỗi năm, sử dụng những người có hoàn cảnh khó khăn.

## Nông nghiệp thành phố

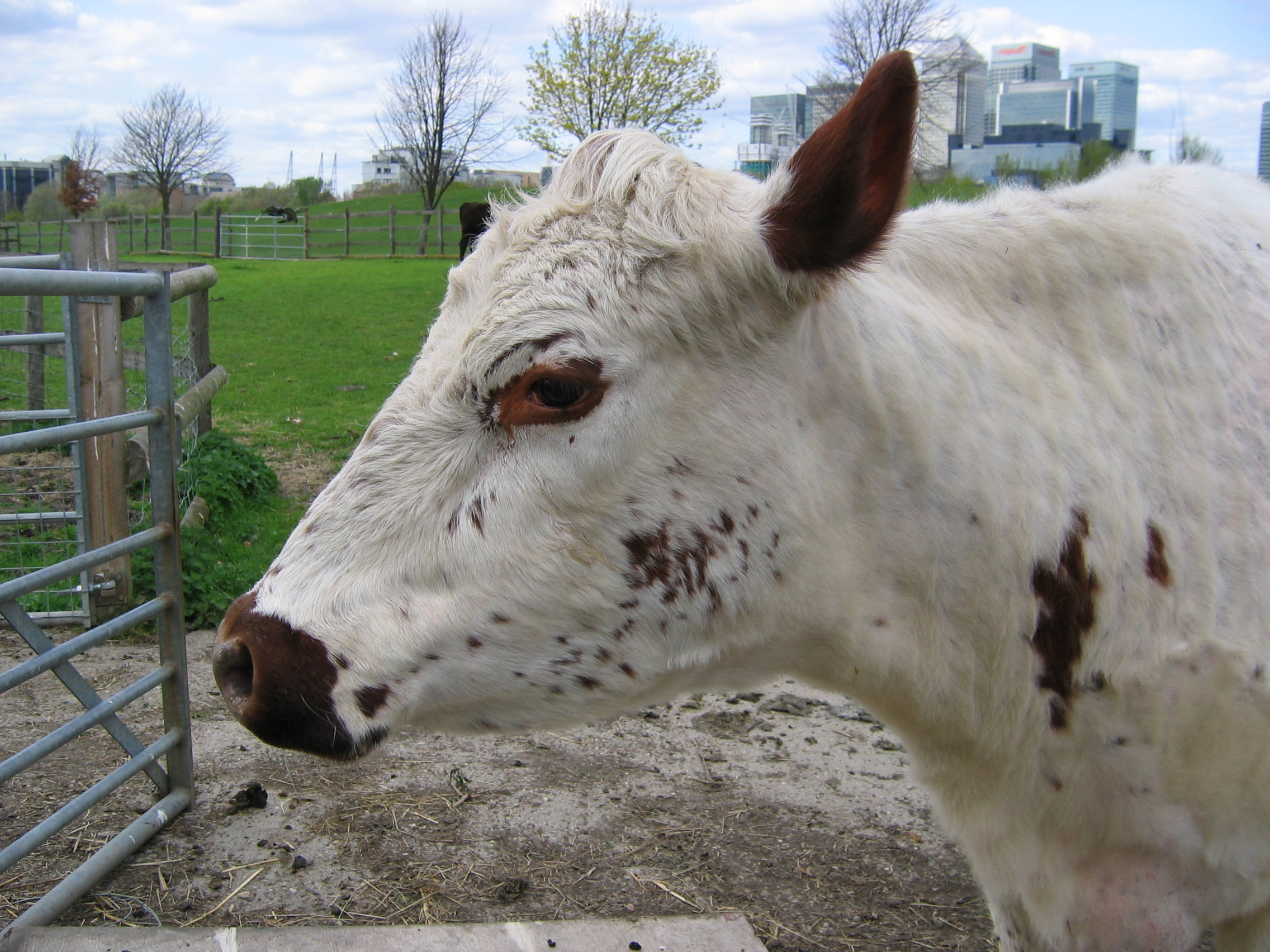
Một con bò tại Công viên và Trang trại Mudchute, Tower Hamlets, London. Lưu ý Canary Wharf trong nền.

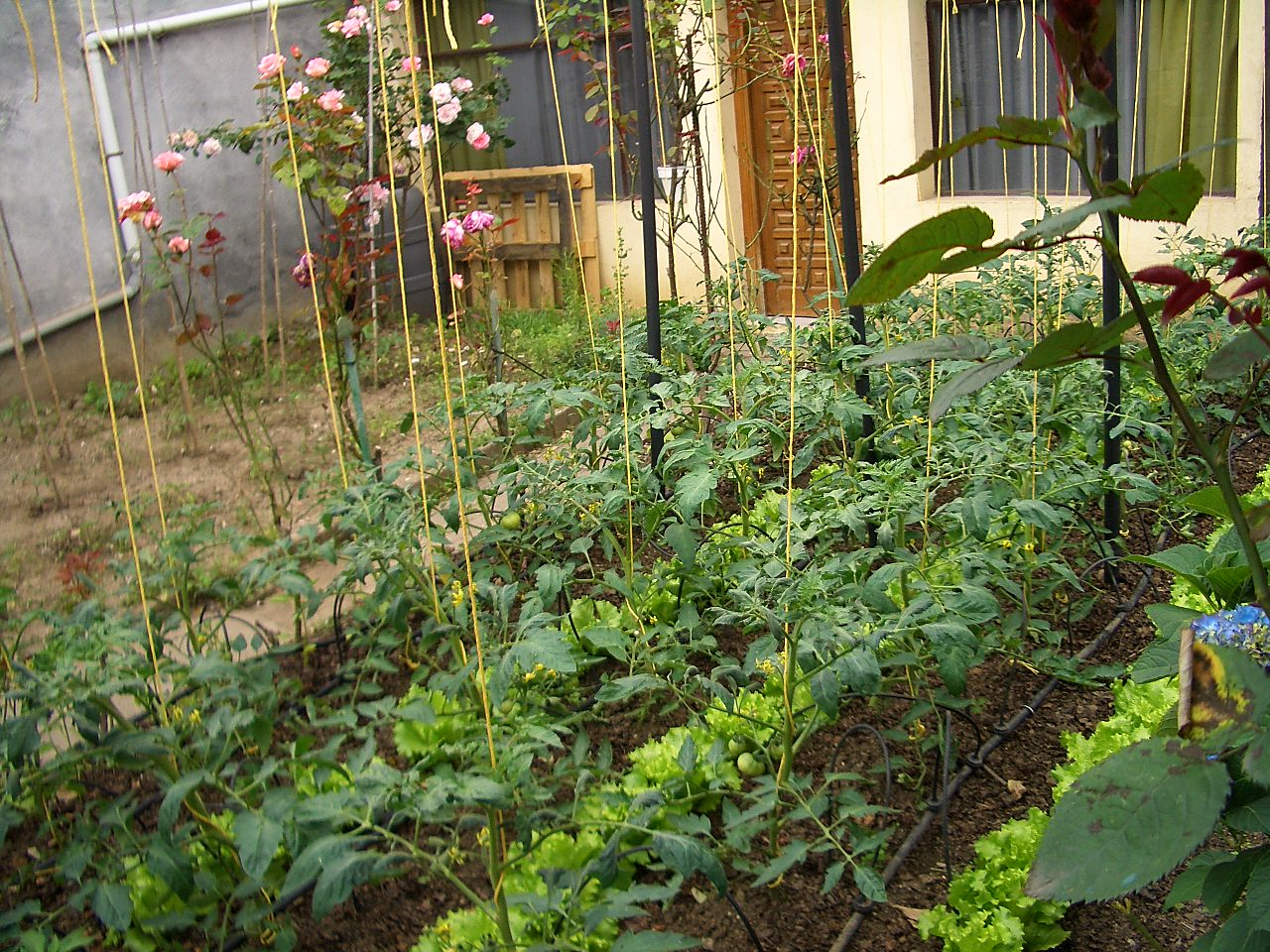
Vườn hoa và rau trước sân gọn gàng ở Aretxabaleta, Tây Ban Nha

Trang trại thành phố là những mảnh đất nông nghiệp ở các khu vực đô thị, bao gồm những người làm việc với động vật và thực vật để sản xuất thực phẩm. Trang trại thành phố thường là những khu vườn do cộng đồng quản lý nhằm mục đích cải thiện mối quan hệ cộng đồng và nâng cao nhận thức về nông nghiệp và canh tác cho những người sống trong các khu vực đô thị hóa. Các trang trại thành phố là nguồn cung cấp an ninh lương thực quan trọng cho nhiều cộng đồng trên toàn cầu. Các trang trại của thành phố có quy mô khác nhau, từ các mảnh đất nhỏ trong các sân tư nhân đến các trang trại lớn hơn chiếm một số mẫu Anh. Năm 1996, một báo cáo của Liên hợp quốc ước tính có hơn 800 triệu người trên toàn thế giới trồng lương thực và chăn nuôi ở các thành phố. Mặc dù một số trang trại thành phố có trả lương cho nhân viên, nhưng hầu hết chủ yếu dựa vào lao động tình nguyện, và một số được điều hành bởi chỉ các tình nguyện viên. Các trang trại thành phố khác hoạt động như quan hệ đối tác với chính quyền địa phương.
Trong những năm 1960, một số khu vườn cộng đồng đã được thành lập ở Vương quốc Anh, chịu ảnh hưởng của phong trào làm vườn cộng đồng ở Hoa Kỳ. Trang trại thành phố đầu tiên được thành lập vào năm 1972 tại Thị trấn Kentish, Luân Đôn. Nó kết hợp động vật trang trại với không gian làm vườn, một sự bổ sung được lấy cảm hứng từ các trang trại dành cho trẻ em ở Hà Lan. Các trang trại khác của thành phố tiếp theo trên khắp London và Vương quốc Anh. Ở Úc, một số trang trại thành phố tồn tại ở các thủ đô khác nhau. Tại Melbourne, Trang trại Trẻ em Collingwood được thành lập vào năm 1979 trên Khu đất Di sản Abbotsford Precinct (APHF), vùng đất được canh tác liên tục lâu đời nhất ở Victoria, được nuôi từ năm 1838.
Năm 2010, Thành phố New York chứng kiến việc xây dựng và khai trương trang trại trên mái nhà do tư nhân điều hành và sở hữu lớn nhất thế giới, tiếp theo là một địa điểm thậm chí còn lớn hơn vào năm 2012. Cả hai đều là kết quả của các chương trình của thành phố như Chương trình giảm thuế mái nhà xanh  và Chương trình tài trợ cơ sở hạ tầng xanh.
Ở Singapore, các trang trại thủy canh trên mái nhà (cũng dựa vào canh tác thẳng đứng) đang xuất hiện. 

## Quan điểm

### Tài nguyên và kinh tế
Mạng lưới Nông nghiệp Đô thị đã định nghĩa nông nghiệp đô thị là:
Một ngành sản xuất, chế biến và tiếp thị thực phẩm, nhiên liệu và các sản phẩm đầu ra khác, phần lớn để đáp ứng nhu cầu hàng ngày của người tiêu dùng trong thị trấn, thành phố hoặc đô thị, trên nhiều loại đất và nước thuộc sở hữu tư nhân và công khai có ở khắp các khu vực nội thành và ven đô. Điển hình là nông nghiệp đô thị áp dụng các phương pháp sản xuất thâm canh, thường xuyên sử dụng và tái sử dụng tài nguyên thiên nhiên và chất thải đô thị, để tạo ra một loạt các loài động thực vật trên đất, nước và không khí, góp phần vào an ninh lương thực, sức khỏe, sinh kế và môi trường của cá nhân, hộ gia đình và cộng đồng.
Toàn cầu hóa đã loại bỏ nhu cầu và khả năng của các cơ quan của cộng đồng trong việc sản xuất lương thực của họ. Điều này dẫn đến việc không thể giải quyết tình trạng bất công về thực phẩm ở quy mô nhỏ hơn, dễ quản lý hơn. Điều này đặc biệt đúng ở các thành phố. Ngày nay, hầu hết các thành phố có rất nhiều đất trống do sự đô thị tràn lan và các vụ tịch thu nhà cửa. Vùng đất này có thể được sử dụng để giải quyết tình trạng mất an ninh lương thực. Một nghiên cứu của Cleveland cho thấy rằng thành phố thực sự có thể đáp ứng tới 100% nhu cầu nông sản tươi sống. Điều này sẽ ngăn chặn tới 115 triệu đô la rò rỉ kinh tế hàng năm. Sử dụng không gian trên tầng mái của Thành phố New York cũng sẽ có thể cung cấp gần gấp đôi lượng không gian cần thiết để cung cấp cho Thành phố New York sản lượng rau xanh. Không gian thậm chí có thể được tối ưu hóa tốt hơn thông qua việc sử dụng thủy canh hoặc trong nhà máy sản xuất thực phẩm. Việc trồng các khu vườn trong các thành phố cũng sẽ cắt giảm lượng rác thải thực phẩm. Để tài trợ cho các dự án này, cần phải có vốn tài chính dưới hình thức doanh nghiệp tư nhân hoặc tài trợ của chính phủ.

### Thuộc về môi trường
Hội đồng Khoa học và Công nghệ Nông nghiệp (CAST) định nghĩa nông nghiệp đô thị bao gồm các khía cạnh sức khỏe môi trường, khắc phục ô nhiễm và giải trí:
- Nông nghiệp đô thị là một hệ thống phức tạp bao gồm nhiều lợi ích, từ cốt lõi truyền thống của các hoạt động liên quan đến sản xuất, chế biến, tiếp thị, phân phối và tiêu dùng, đến vô số các lợi ích và dịch vụ khác mà ít được thừa nhận và ghi nhận rộng rãi. Chúng bao gồm giải trí và thư giãn; sức sống kinh tế và tinh thần kinh doanh doanh nghiệp, sức khỏe và hạnh phúc của cá nhân; sức khỏe cộng đồng và hạnh phúc; làm đẹp cảnh quan; và phục hồi và khắc phục môi trường.

Các sáng kiến quy hoạch và thiết kế hiện đại thường đáp ứng tốt hơn mô hình nông nghiệp đô thị này vì nó phù hợp với phạm vi hiện tại của thiết kế bền vững. Định nghĩa này cho phép giải thích vô số các nền văn hóa và thời gian. Nó thường được gắn với các quyết định chính sách để xây dựng các thành phố bền vững.
Các trang trại đô thị cũng tạo cơ hội duy nhất cho các cá nhân, đặc biệt là những người sống ở thành phố, tích cực tham gia vào quyền công dân sinh thái. Bằng cách kết nối lại với sản xuất lương thực và thiên nhiên, công việc làm vườn của cộng đồng đô thị dạy cho các cá nhân những kỹ năng cần thiết để tham gia vào một xã hội dân chủ. Các quyết định phải được đưa ra trên cơ sở cấp nhóm để điều hành trang trại. Hầu hết các kết quả hiệu quả đạt được khi cư dân của một cộng đồng được yêu cầu đảm nhận các vai trò tích cực hơn trong trang trại.

### An toàn lương thực
Tiếp cận thực phẩm dinh dưỡng, cả về kinh tế và địa lý, là một quan điểm khác trong nỗ lực định vị sản xuất lương thực và chăn nuôi ở các thành phố. Sự gia tăng mạnh mẽ của dân số thế giới đến các khu vực thành thị đã làm tăng nhu cầu về thực phẩm tươi và an toàn. Liên minh An ninh Lương thực Cộng đồng (CFSC) định nghĩa an ninh lương thực là:
- Tất cả những người trong cộng đồng được tiếp cận với thực phẩm đầy đủ dinh dưỡng, được chấp nhận về mặt văn hóa thông qua các nguồn địa phương, không khẩn cấp mọi lúc.

Các khu vực phải đối mặt với vấn đề an ninh lương thực có sự lựa chọn hạn chế, thường dựa vào thức ăn nhanh đã qua chế biến kỹ hoặc thức ăn trong cửa hàng tiện lợi có hàm lượng calo cao và ít chất dinh dưỡng, có thể dẫn đến tỷ lệ mắc các bệnh liên quan đến chế độ ăn uống như tiểu đường tăng cao. Những vấn đề này đã làm nảy sinh khái niệm công bằng về lương thực mà Alkon và Norgaard (2009; 289) giải thích là, "tạo ra cơ hội tiếp cận với thực phẩm lành mạnh, giá cả phải chăng, phù hợp với văn hóa trong bối cảnh thể chế phân biệt chủng tộc, hình thành chủng tộc và địa lý phân biệt chủng tộc.... Công bằng lương thực đóng vai trò là cầu nối lý thuyết và chính trị giữa học thuật và chủ nghĩa tích cực về nông nghiệp bền vững, mất an ninh lương thực và công bằng môi trường. " 
Một số đánh giá có hệ thống đã khám phá sự đóng góp của nông nghiệp đô thị đối với an ninh lương thực và các yếu tố quyết định khác đối với kết quả sức khỏe (xem )

## Tác động

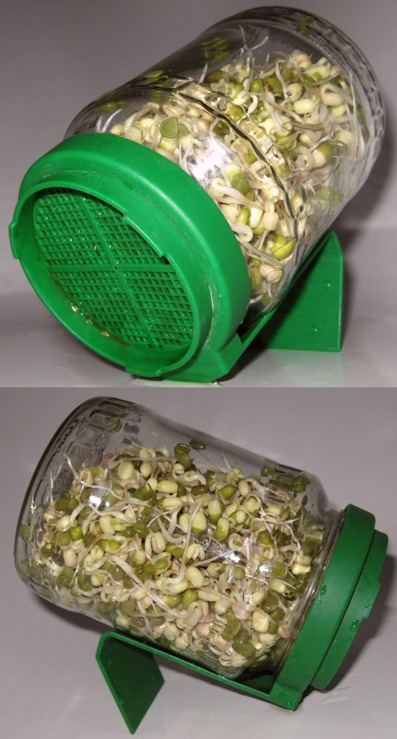
Một lọ thủy tinh chứa giá nảy mầm trong đó

### Kinh tế
Nông nghiệp đô thị và ven đô (UPA) mở rộng cơ sở kinh tế của thành phố thông qua sản xuất, chế biến, đóng gói và tiếp thị các sản phẩm tiêu dùng. Điều này dẫn đến sự gia tăng các hoạt động kinh doanh và tạo việc làm, cũng như giảm chi phí thực phẩm và nâng cao chất lượng. UPA cung cấp việc làm, thu nhập và khả năng tiếp cận thực phẩm cho người dân thành thị, giúp giảm thiểu tình trạng mất an ninh lương thực kinh niên và khẩn cấp. Tình trạng mất an ninh lương thực kinh niên đề cập đến thực phẩm ít giá cả phải chăng và tình trạng nghèo đói ngày càng tăng ở thành thị, trong khi tình trạng mất an ninh lương thực khẩn cấp liên quan đến sự cố trong chuỗi phân phối thực phẩm. UPA đóng một vai trò quan trọng trong việc làm cho thực phẩm có giá cả phải chăng hơn và trong việc cung cấp thực phẩm khẩn cấp. Nghiên cứu về giá trị thị trường đối với các sản phẩm trồng trong vườn đô thị đã quy cho một lô vườn cộng đồng có giá trị năng suất trung bình từ khoảng $ 200 đến $ 500 (Mỹ, đã điều chỉnh theo lạm phát).

### Xã hội

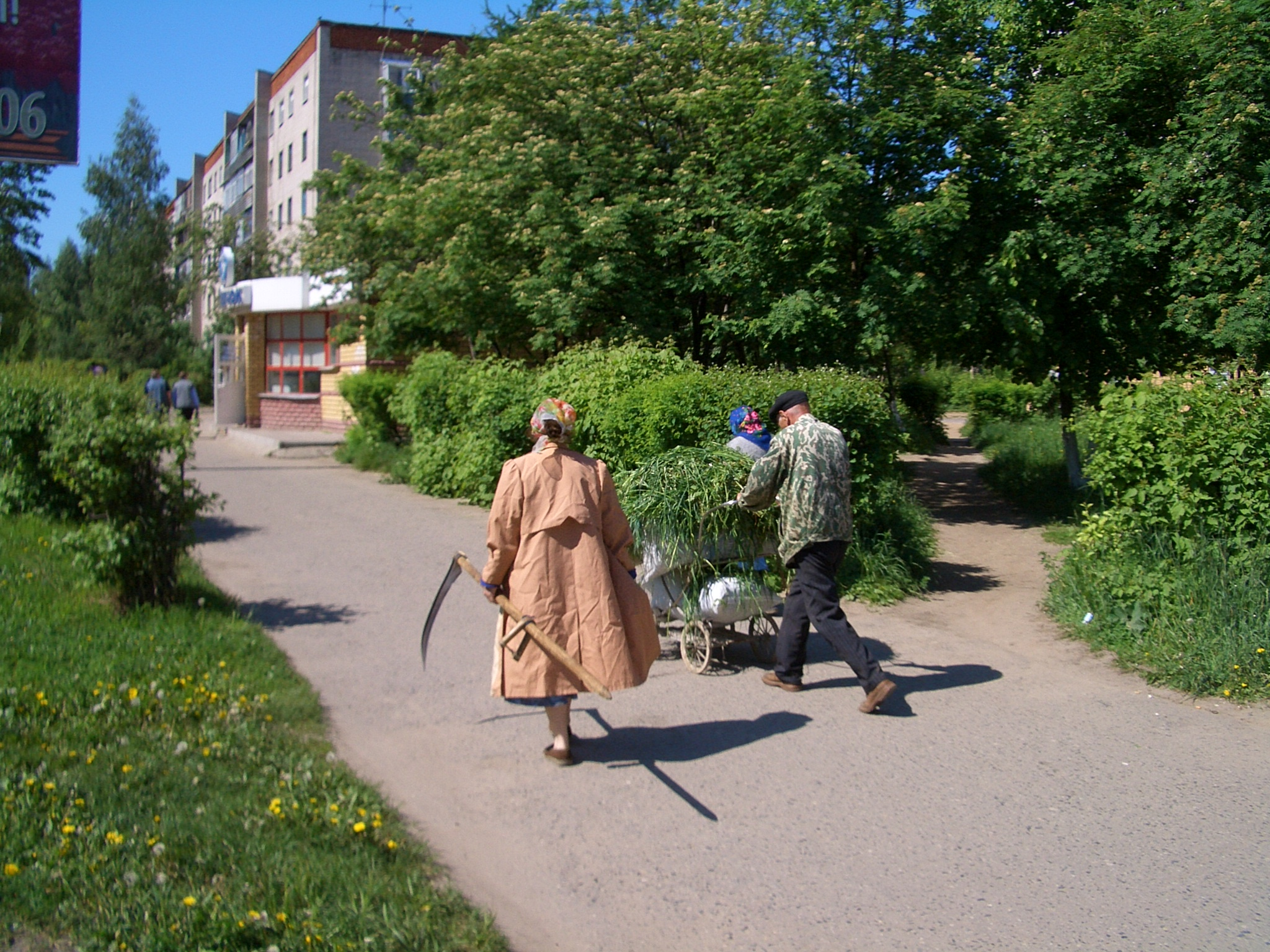
Nhu cầu cảnh quan đô thị có thể được kết hợp với nhu cầu của những người chăn nuôi ở ngoại ô. (Kstovo, Nga).

Nông nghiệp đô thị có thể có tác động lớn đến hạnh phúc xã hội và tình cảm của các cá nhân. NNĐT có thể có tác động tích cực tổng thể đến sức khỏe cộng đồng, tác động trực tiếp đến hạnh phúc xã hội và tình cảm của mỗi cá nhân. Khu vườn đô thị thường là nơi tạo điều kiện thuận lợi cho tương tác xã hội tích cực, điều này cũng góp phần vào hạnh phúc xã hội và cảm xúc tổng thể. Nhiều khu vườn tạo điều kiện thuận lợi cho việc cải thiện mạng lưới xã hội trong các cộng đồng mà chúng tọa lạc. Đối với nhiều vùng lân cận, các khu vườn cung cấp một “tiêu điểm biểu tượng”, điều này dẫn đến sự tự hào của vùng lân cận.
Liên quan đến điểm trước, nông nghiệp đô thị tăng cường sự tham gia của cộng đồng thông qua các hội thảo chẩn đoán và cảm biến hoặc các khoản hoa hồng khác nhau trong khu vực vườn rau. Các hoạt động có sự tham gia của hàng trăm người.
Khi các cá nhân đến với nhau xung quanh nông nghiệp đô thị, mức độ hoạt động thể chất thường được tăng lên. Nhiều người nói rằng làm việc trong lĩnh vực nông nghiệp thú vị và thỏa mãn hơn nhiều so với việc đến phòng tập thể dục và việc tập thể dục trở nên “vui vẻ”. Ngoài bài tập mà các cá nhân nhận được khi thực sự làm việc trong vườn, nhiều người nói rằng phần lớn bài tập mà họ nhận được thông qua nông nghiệp đô thị thực sự là đến các khu vườn — nhiều người đi bộ hoặc đạp xe đến các địa điểm, điều này mang lại nhiều lợi ích vật chất.
UPA có thể được coi là một phương tiện cải thiện sinh kế của những người sống trong và xung quanh thành phố. Việc tham gia vào các hoạt động như vậy hầu hết được coi là hoạt động phi chính thức, nhưng ở nhiều thành phố nơi tiếp cận lương thực không đầy đủ, không đáng tin cậy và không thường xuyên là một vấn đề thường xuyên, nông nghiệp đô thị đã là một phản ứng tích cực để giải quyết các mối lo ngại về lương thực. Do an ninh lương thực đi kèm với UA, cảm giác độc lập và trao quyền thường nảy sinh. Khả năng sản xuất và trồng trọt thức ăn cho chính mình cũng đã được báo cáo là có thể cải thiện mức độ tự tin hoặc hiệu quả của bản thân. Các hộ gia đình và cộng đồng nhỏ tận dụng đất trống và đóng góp không chỉ cho nhu cầu thực phẩm của hộ gia đình mà còn cho nhu cầu của thành phố cư trú của họ. CFSC tuyên bố rằng:
- Làm vườn cộng đồng và dân cư, cũng như nông nghiệp quy mô nhỏ, tiết kiệm đô la thực phẩm cho hộ gia đình. Họ khuyến khích dinh dưỡng và tiền mặt miễn phí cho các loại thực phẩm không có trong vườn và các mặt hàng khác. Ví dụ, bạn có thể nuôi gà của riêng mình trong một trang trại đô thị và có trứng tươi chỉ với 0,44 đô la một tá.[28]

Điều này cho phép các gia đình tạo ra thu nhập lớn hơn từ việc bán hàng cho các cửa hàng tạp hóa địa phương hoặc chợ ngoài trời trong khi vẫn cung cấp cho hộ gia đình họ nguồn dinh dưỡng thích hợp của các sản phẩm tươi và dinh dưỡng.

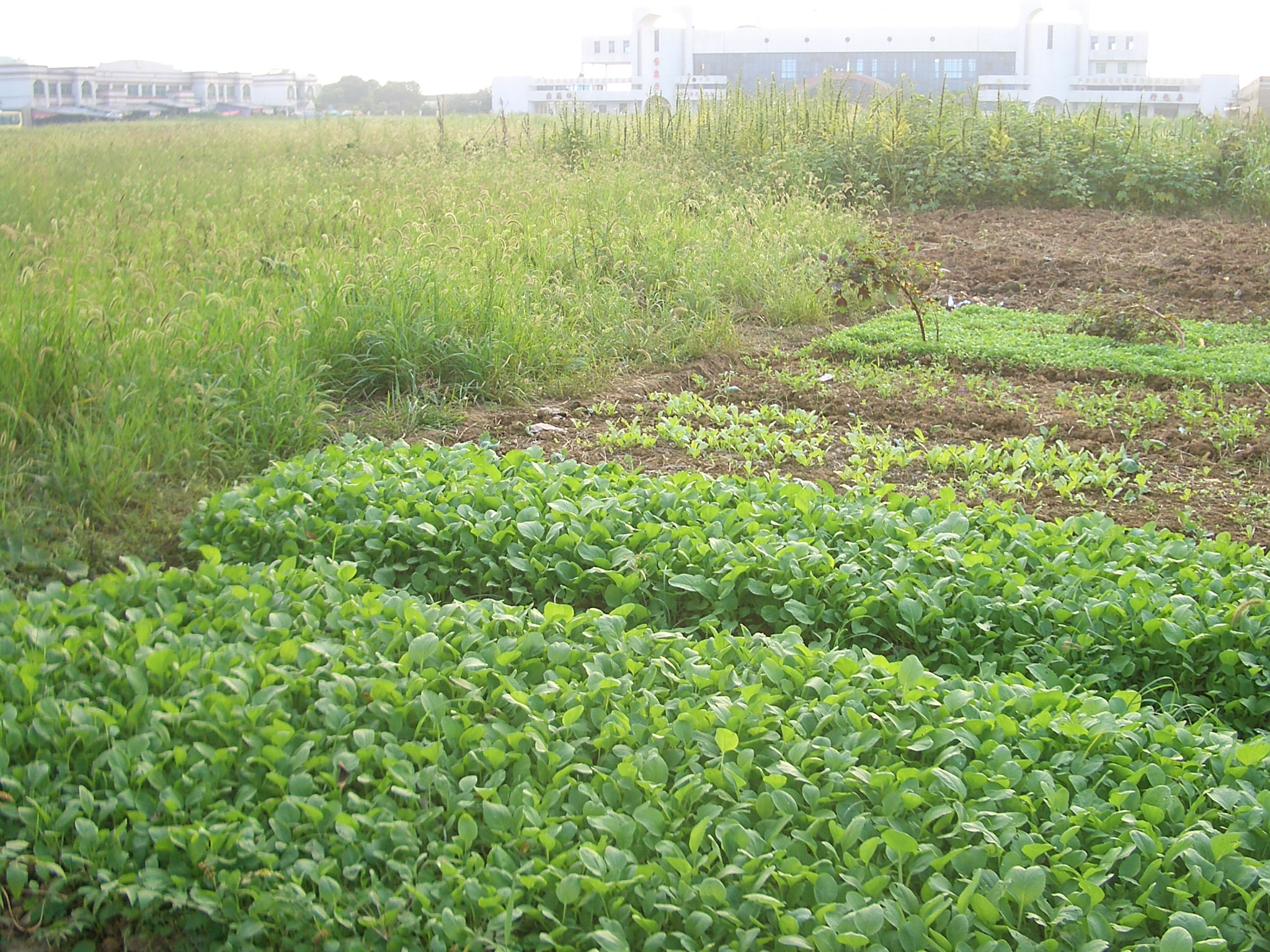
Một vườn rau ở trước ga xe lửa ở Ngạc Châu, Trung Quốc

Một số trang trại cộng đồng ở đô thị có thể khá hiệu quả và giúp phụ nữ tìm việc làm, những người trong một số trường hợp bị thiệt thòi khi tìm việc làm trong nền kinh tế chính thức. Các nghiên cứu đã chỉ ra rằng sự tham gia của phụ nữ có tỷ lệ sản xuất cao hơn, do đó sản xuất đủ số lượng cho tiêu dùng của hộ gia đình trong khi cung cấp nhiều hơn cho thị trường.
Do hầu hết các hoạt động UA được tiến hành trên đất trống của thành phố, nên đã có những lo ngại về việc phân bổ đất đai và quyền tài sản. IDRC và FAO đã xuất bản Hướng dẫn hoạch định chính sách thành phố về nông nghiệp đô thị và đang làm việc với chính quyền thành phố để tạo ra các biện pháp chính sách thành công có thể được kết hợp trong quy hoạch đô thị.
Hơn một phần ba số hộ gia đình Hoa Kỳ, khoảng 42 triệu, tham gia làm vườn thực phẩm. Cũng đã có sự gia tăng 63% tham gia vào nông nghiệp của thế hệ thiên niên kỷ từ 2008-2013. Các hộ gia đình Hoa Kỳ tham gia làm vườn cộng đồng cũng đã tăng gấp ba lần từ 1 đến 3 triệu trong khung thời gian đó. Nông nghiệp đô thị cung cấp những cơ hội duy nhất để kết nối các cộng đồng đa dạng với nhau. Ngoài ra, nó tạo cơ hội cho các nhà cung cấp dịch vụ chăm sóc sức khỏe tương tác với bệnh nhân của họ. Do đó, làm cho mỗi khu vườn cộng đồng trở thành một trung tâm phản ánh cộng đồng.

### Hiệu suất năng lượng

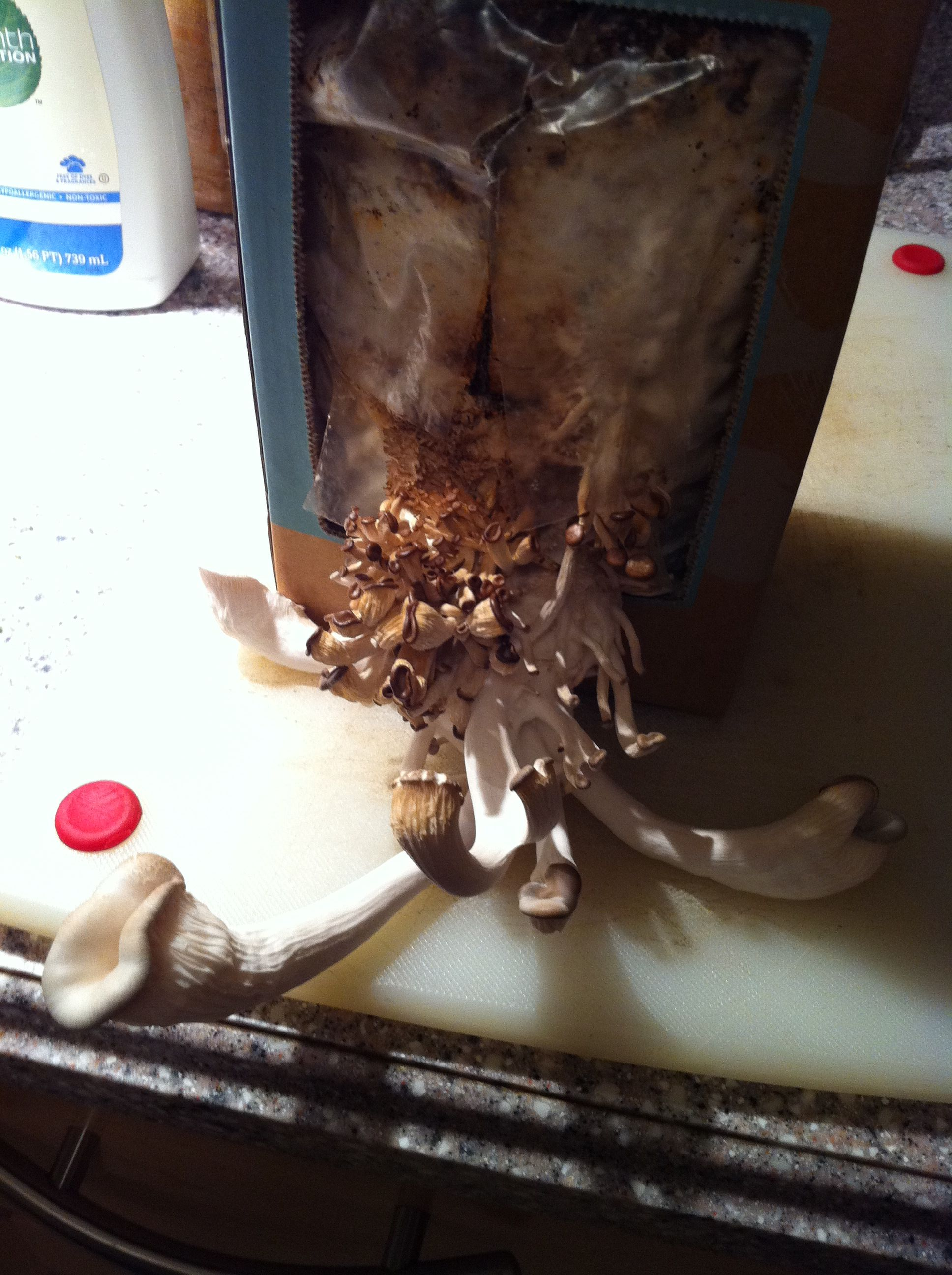
Nấm sò ăn được mọc trên bã cà phê đã qua sử dụng

Hệ thống nông nghiệp công nghiệp hiện nay là nguyên nhân dẫn đến chi phí năng lượng cao cho việc vận chuyển thực phẩm. Theo một nghiên cứu bởi Rich Pirog, các phó giám đốc của Trung tâm Leopold cho nông nghiệp bền vững tại Đại học bang Iowa, mục sản phẩm trung bình thường đi 1.500 dặm (2.400 km), sử dụng, nếu được vận chuyển bằng xe đầu kéo, 1 galông Mỹ (3,8 l; 0,83 gal Anh) nhiên liệu hóa thạch trên. Năng lượng được sử dụng để vận chuyển thực phẩm giảm đi khi nông nghiệp đô thị có thể cung cấp cho các thành phố thực phẩm trồng tại địa phương. Pirog phát hiện ra rằng hệ thống phân phối thực phẩm truyền thống, phi địa phương sử dụng nhiên liệu nhiều hơn từ 4 đến 17 lần và thải ra lượng CO2 nhiều hơn từ 5 đến 17 lần CO2 so với giao thông vận tải địa phương và khu vực.
Tương tự, trong một nghiên cứu của Marc Xuereb và Vùng Y tế Công cộng Waterloo, họ ước tính rằng chuyển sang thực phẩm trồng tại địa phương có thể tiết kiệm lượng khí thải liên quan đến giao thông tương đương với gần 50.000 tấn CO2, hoặc tương đương với việc lấy 16.191 xe ô tô trên đường.

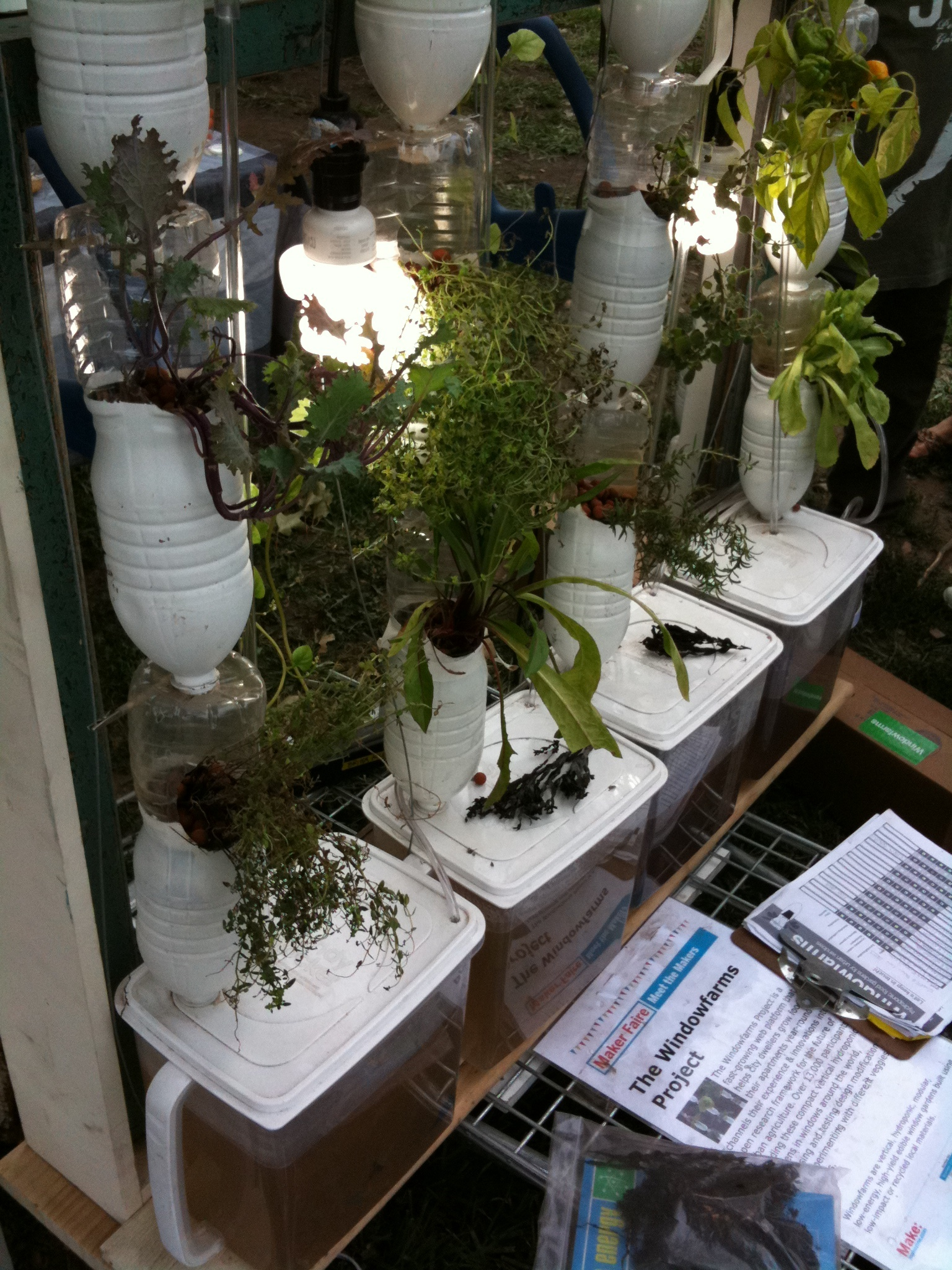
Một trang trại cửa sổ, kết hợp các chai nhựa bỏ đi vào các chậu để nông nghiệp thủy canh trong các cửa sổ đô thị

### Vết carbon
Như đã đề cập ở trên, bản chất tiết kiệm năng lượng của nông nghiệp đô thị có thể làm giảm lượng vết carbon của mỗi thành phố bằng cách giảm lượng vận chuyển diễn ra để cung cấp hàng hóa cho người tiêu dùng.
Ngoài ra, những khu vực này có thể hoạt động như bể chứa carbon  bù đắp một phần tích tụ carbon bẩm sinh cho các khu vực đô thị, nơi vỉa hè và các tòa nhà nhiều hơn số lượng nhà máy. Thực vật hấp thụ carbon dioxide trong khí quyển (CO2) và thải ra khí oxy (O2) thông qua quá trình quang hợp. Quá trình thẩm thấu carbon có thể được cải thiện hơn nữa bằng cách kết hợp các kỹ thuật nông nghiệp khác để tăng cường loại bỏ khỏi khí quyển và ngăn chặn sự phát tán CO2 trong thời gian thu hoạch. Tuy nhiên, quá trình này chủ yếu dựa vào các loại cây được chọn và phương pháp canh tác. Cụ thể, chọn những cây không bị rụng lá và vẫn xanh tươi quanh năm có thể làm tăng khả năng cô lập carbon của trang trại.

### Giảm ôzôn và vật chất dạng hạt
Việc giảm ôzôn và các chất dạng hạt khác có thể có lợi cho sức khoẻ con người. Giảm các hạt và khí ôzôn này có thể làm giảm tỷ lệ tử vong ở các khu vực đô thị cùng với việc tăng cường sức khỏe của những người sống trong thành phố. Chỉ đưa ra một ví dụ, trong bài báo “ Mái nhà xanh như một phương tiện giảm thiểu ô nhiễm”, tác giả lập luận rằng một mái nhà chứa 2000 m² cỏ chưa cắt có khả năng loại bỏ tới 4000   kg vật chất dạng hạt. Theo bài báo, chỉ một mét vuông mái nhà xanh là cần thiết để bù đắp lượng phát thải vật chất hạt hàng năm của một chiếc ô tô.

### Khử nhiễm đất
Các khu đô thị bỏ trống thường là nạn nhân của việc đổ bất hợp pháp hóa chất độc hại và các chất thải khác. Chúng cũng có khả năng tích tụ nước đọng và “ nước xám ”, có thể gây nguy hiểm cho sức khỏe cộng đồng, đặc biệt là để đọng lâu ngày. Việc thực hiện nông nghiệp đô thị trong các lô đất trống này có thể là một phương pháp hiệu quả về chi phí để loại bỏ các hóa chất này. Trong quá trình được gọi là Phytoremediation, thực vật và các vi sinh vật có liên quan được lựa chọn để có khả năng phân hủy, hấp thụ, chuyển hóa sang dạng trơ và loại bỏ độc tố khỏi đất. Một số hóa chất có thể được nhắm mục tiêu để loại bỏ bao gồm kim loại nặng (ví dụ: Thủy ngân và chì) các hợp chất vô cơ (ví dụ Asen và Uranium), và các hợp chất hữu cơ (ví dụ như dầu mỏ và các hợp chất clo như PBC).
Phytoremeditation là một biện pháp thân thiện với môi trường, tiết kiệm chi phí và năng lượng để giảm ô nhiễm. Xử lý thực vật chỉ tốn khoảng $ 5– $ 40 cho mỗi tấn đất được khử nhiễm. Việc thực hiện quy trình này cũng làm giảm lượng đất phải xử lý trong bãi chôn lấp chất thải nguy hại.
Nông nghiệp đô thị như một phương pháp để làm trung gian ô nhiễm hóa chất có thể có hiệu quả trong việc ngăn chặn sự lan truyền của các hóa chất này ra môi trường xung quanh. Các phương pháp xử lý khác thường làm xáo trộn đất và đẩy các chất hóa học chứa trong nó vào không khí hoặc nước. Thực vật có thể được sử dụng như một phương pháp để loại bỏ hóa chất và cũng để giữ đất và ngăn chặn xói mòn đất bị ô nhiễm, giảm sự lan truyền của các chất ô nhiễm và mối nguy do các lô này gây ra.
Một cách để xác định ô nhiễm đất là thông qua việc sử dụng các loài thực vật đã được trồng tốt để làm cơ chế sinh học cho sức khỏe của đất. Việc sử dụng những cây đã được nghiên cứu kỹ lưỡng là rất quan trọng vì đã có những cơ quan đáng kể để kiểm tra chúng trong các điều kiện khác nhau, do đó, các phản ứng có thể được xác minh một cách chắc chắn. Những cây như vậy cũng có giá trị vì chúng giống hệt nhau về mặt di truyền giống như cây trồng trái ngược với các biến thể tự nhiên của cùng một loài. Điển hình là đất đô thị đã bị tước đi lớp đất mặt và dẫn đến đất có độ thoáng khí, độ xốp và khả năng thoát nước thấp. Các biện pháp tiêu biểu về sức khỏe của đất là sinh khối và hoạt động của vi sinh vật, các enzym, chất hữu cơ trong đất (SOM), tổng lượng nitơ, các chất dinh dưỡng có sẵn, độ xốp, độ ổn định của tổng hợp và độ nén chặt. Một phép đo mới là carbon hoạt tính (AC), là phần có thể sử dụng nhiều nhất trong tổng số carbon hữu cơ (TOC) trong đất. Điều này đóng góp rất nhiều vào chức năng của lưới thức ăn trong đất. Sử dụng các loại cây trồng phổ biến, thường được nghiên cứu kỹ lưỡng, làm bộ phân tích sinh học được sử dụng để kiểm tra hiệu quả chất lượng của ô canh tác đô thị trước khi bắt đầu trồng.

### Ô nhiễm tiếng ồn
Một lượng lớn ô nhiễm tiếng ồn không chỉ dẫn đến giá trị tài sản thấp hơn và gây thất vọng cao, chúng có thể gây tổn hại đến thính giác và sức khỏe của con người. Trong nghiên cứu “Tiếp xúc với tiếng ồn và sức khỏe cộng đồng”, họ cho rằng việc tiếp xúc với tiếng ồn liên tục là một vấn đề sức khỏe cộng đồng. Họ trích dẫn các ví dụ về tác hại của tiếng ồn liên tục đối với con người bao gồm: “suy giảm thính lực, tăng huyết áp và bệnh tim thiếu máu cục bộ, khó chịu, rối loạn giấc ngủ và giảm hiệu suất học tập.” Vì hầu hết các mái nhà hoặc các lô đất trống bao gồm các bề mặt phẳng cứng phản xạ sóng âm thanh thay vì hấp thụ chúng, nên việc thêm các loại cây có thể hấp thụ các sóng này có khả năng dẫn đến giảm đáng kể ô nhiễm tiếng ồn.

### Dinh dưỡng và chất lượng thực phẩm
Ăn nhiều loại trái cây và rau quả hàng ngày có liên quan đến việc giảm nguy cơ mắc các bệnh mãn tính bao gồm tiểu đường, bệnh tim và ung thư. Nông nghiệp đô thị gắn liền với việc tăng tiêu thụ trái cây và rau quả , làm giảm nguy cơ bệnh tật và có thể là một cách hiệu quả về chi phí để cung cấp cho người dân sản phẩm tươi sống chất lượng trong môi trường đô thị.
 Sản phẩm từ các khu vườn đô thị có thể được coi là có hương vị và hấp dẫn hơn so với sản phẩm mua tại cửa hàng , điều này cũng có thể dẫn đến sự chấp nhận rộng rãi hơn và lượng tiêu thụ cao hơn. Một nghiên cứu của Flint, Michigan cho thấy những người tham gia vào các khu vườn cộng đồng tiêu thụ trái cây và rau nhiều hơn 1,4 lần mỗi ngày và có khả năng tiêu thụ trái cây hoặc rau ít nhất 5 lần mỗi ngày cao hơn 3,5 lần (p.   1). Giáo dục dựa trên vườn cũng có thể mang lại lợi ích dinh dưỡng ở trẻ em. Một nghiên cứu của Idaho đã báo cáo mối liên hệ tích cực giữa vườn trường và việc tăng cường ăn trái cây, rau, vitamin A, vitamin C và chất xơ ở học sinh lớp sáu. Thu hoạch trái cây và rau quả bắt đầu quá trình phân hủy chất dinh dưỡng bằng enzym, đặc biệt bất lợi cho các vitamin tan trong nước như axit ascorbic và thiamin. Quá trình chần sản phẩm để đông lạnh hoặc có thể làm giảm hàm lượng chất dinh dưỡng một chút nhưng không gần bằng thời gian bảo quản. Việc thu hoạch sản phẩm từ khu vườn cộng đồng của chính mình làm giảm đáng kể thời gian bảo quản.
Nông nghiệp đô thị cũng cung cấp nguồn dinh dưỡng chất lượng cho các hộ gia đình có thu nhập thấp. Các nghiên cứu chỉ ra rằng cứ 1 đô la đầu tư vào một khu vườn cộng đồng thì thu về 6 đô la rau nếu lao động không được coi là một yếu tố trong đầu tư. Nhiều khu vườn thành thị giảm bớt căng thẳng cho các ngân hàng lương thực và các nhà cung cấp thực phẩm khẩn cấp khác bằng cách quyên góp phần thu hoạch của họ và cung cấp sản phẩm tươi sống ở những khu vực mà nếu không có thể là sa mạc lương thực. Chương trình dinh dưỡng bổ sung cho Phụ nữ, Trẻ sơ sinh và Trẻ em (WIC) cũng như Chương trình Hỗ trợ Dinh dưỡng Bổ sung (SNAP) đã hợp tác với một số vườn đô thị trên toàn quốc để cải thiện khả năng tiếp cận sản xuất để đổi lấy vài giờ làm vườn tình nguyện.
Nông nghiệp đô thị đã được chứng minh là làm tăng kết quả sức khỏe. Những người làm vườn tiêu thụ trái cây và rau quả nhiều gấp đôi so với những người không làm vườn. Mức độ hoạt động thể chất cũng có liên quan tích cực với nông nghiệp đô thị. Những kết quả này được nhìn nhận một cách gián tiếp và có thể được hỗ trợ bởi sự tham gia của xã hội vào cộng đồng của một cá nhân với tư cách là thành viên của trang trại cộng đồng. Sự tham gia xã hội này đã giúp nâng cao sức hấp dẫn thẩm mỹ của khu vực lân cận, thúc đẩy động lực hoặc hiệu quả của cả cộng đồng nói chung. Hiệu quả gia tăng này được chứng minh là làm tăng sự gắn bó với khu vực lân cận. Do đó, những kết quả tích cực về sức khỏe của nông nghiệp đô thị có thể được giải thích một phần là do các yếu tố xã hội và cá nhân thúc đẩy sức khỏe. Tập trung vào việc cải thiện tính thẩm mỹ và các mối quan hệ cộng đồng chứ không chỉ dựa vào năng suất cây trồng, là cách tốt nhất để tối đa hóa hiệu quả tích cực của các trang trại đô thị đối với khu vực lân cận.

### Quy mô nền kinh tế
Sử dụng canh tác đô thị mật độ cao, chẳng hạn như với các trang trại thẳng đứng hoặc nhà kính xếp chồng lên nhau, có thể đạt được nhiều lợi ích về môi trường trên quy mô toàn thành phố mà nếu không thì không thể. Các hệ thống này không chỉ cung cấp thực phẩm mà còn tạo ra nước uống từ nước thải và có thể tái chế chất thải hữu cơ trở lại thành năng lượng và chất dinh dưỡng. Đồng thời, họ có thể giảm vận chuyển liên quan đến thực phẩm ở mức tối thiểu trong khi cung cấp thực phẩm tươi sống cho các cộng đồng lớn ở hầu hết mọi khí hậu.

### Bất bình đẳng về sức khỏe và công bằng về lương thực
Một báo cáo năm 2009 của USDA, xác định rằng "Bằng chứng vừa dồi dào vừa đủ mạnh mẽ để chúng tôi kết luận rằng người Mỹ sống ở các khu vực có thu nhập thấp và thiểu số có xu hướng tiếp cận kém với thực phẩm lành mạnh", và "sự bất bình đẳng về cơ cấu" trong những các vùng lân cận "góp phần vào sự bất bình đẳng trong chế độ ăn uống và các kết quả liên quan đến chế độ ăn uống". Những kết quả liên quan đến chế độ ăn uống này, bao gồm béo phì và tiểu đường, đã trở thành dịch bệnh trong môi trường đô thị có thu nhập thấp ở Hoa Kỳ. Mặc dù định nghĩa và phương pháp xác định " sa mạc thực phẩm " đã khác nhau, các nghiên cứu chỉ ra rằng, ít nhất là ở Hoa Kỳ, có sự chênh lệch chủng tộc trong môi trường thực phẩm. Do đó, sử dụng định nghĩa môi trường là nơi mọi người sống, làm việc, vui chơi và cầu nguyện, chênh lệch thực phẩm trở thành một vấn đề của công bằng môi trường. Điều này đặc biệt đúng ở các thành phố nội đô của Mỹ, nơi có lịch sử thực hành phân biệt chủng tộc đã góp phần vào sự phát triển của các sa mạc lương thực ở các khu vực dân tộc thiểu số, thu nhập thấp của lõi đô thị. Vấn đề bất bình đẳng gắn liền với các vấn đề tiếp cận lương thực và sức khỏe đến nỗi Sáng kiến Lương thực & Công lý cho Mọi người Ngày càng phát triển được thành lập với sứ mệnh “xóa bỏ phân biệt chủng tộc” như một phần không thể thiếu trong việc tạo ra an ninh lương thực.
Nông nghiệp đô thị không chỉ có thể cung cấp các lựa chọn thực phẩm tươi ngon lành mạnh mà còn có thể đóng góp vào ý thức cộng đồng, cải thiện thẩm mỹ, giảm tội phạm, trao quyền và tự chủ cho thiểu số, và thậm chí bảo tồn văn hóa thông qua việc sử dụng các phương pháp canh tác và hạt giống gia truyền được bảo tồn từ các nơi gieo trồng ban đầu.

### Công lý cho môi trường
Nông nghiệp đô thị có thể thúc đẩy công bằng môi trường và công bằng lương thực cho các cộng đồng sống trong sa mạc lương thực. Thứ nhất, nông nghiệp đô thị có thể làm giảm sự chênh lệch về chủng tộc và giai cấp trong việc tiếp cận thực phẩm lành mạnh. Khi nông nghiệp đô thị dẫn đến sản phẩm tươi trồng tại địa phương được bán với giá cả phải chăng trên các sa mạc lương thực, thì việc tiếp cận thực phẩm lành mạnh không chỉ dành cho những người sống ở các khu vực giàu có, do đó dẫn đến sự công bằng lớn hơn ở các khu vực giàu và nghèo.
Cải thiện khả năng tiếp cận thực phẩm thông qua nông nghiệp đô thị cũng có thể giúp giảm bớt căng thẳng tâm lý xã hội ở các cộng đồng nghèo. Các thành viên cộng đồng tham gia vào nông nghiệp đô thị nâng cao kiến thức địa phương về các cách lành mạnh để đáp ứng nhu cầu ăn kiêng. Nông nghiệp đô thị cũng có thể cải thiện sức khỏe tinh thần của các thành viên cộng đồng. Mua và bán sản phẩm chất lượng cho người sản xuất và người tiêu dùng địa phương cho phép các thành viên cộng đồng hỗ trợ lẫn nhau, điều này có thể giảm bớt căng thẳng. Do đó, nông nghiệp đô thị có thể giúp cải thiện điều kiện ở các cộng đồng nghèo, nơi cư dân phải chịu mức độ căng thẳng cao hơn do nhận thức thiếu kiểm soát chất lượng cuộc sống của họ.
Nông nghiệp đô thị có thể cải thiện khả năng sống và môi trường xây dựng trong các cộng đồng thiếu siêu thị và cơ sở hạ tầng khác do tỷ lệ thất nghiệp cao do phi công nghiệp hóa gây ra. Nông dân thành thị theo phương pháp nông nghiệp bền vững không chỉ có thể giúp xây dựng cơ sở hạ tầng hệ thống lương thực địa phương mà còn có thể góp phần cải thiện không khí địa phương, chất lượng nước và đất. Khi sản phẩm nông nghiệp được sản xuất tại địa phương trong cộng đồng, chúng không cần phải vận chuyển, điều này làm giảm lượng CO2 phát thải và các chất ô nhiễm khác góp phần làm tăng tỷ lệ mắc bệnh hen phế quản ở các khu vực kinh tế xã hội thấp hơn. Nông nghiệp đô thị bền vững cũng có thể thúc đẩy bảo vệ người lao động và quyền của người tiêu dùng. Ví dụ, các cộng đồng ở Thành phố New York, Illinois và Richmond, Virginia đã chứng minh những cải thiện đối với môi trường địa phương của họ thông qua các hoạt động nông nghiệp đô thị.
Tuy nhiên, nông nghiệp đô thị cũng có thể mang lại cho người trồng đô thị những rủi ro về sức khỏe nếu đất được sử dụng để canh tác đô thị bị ô nhiễm. Mặc dù sản phẩm địa phương thường được cho là sạch và tốt cho sức khỏe, nhưng nhiều nông dân thành thị từ nông dân thành thị Frank Meushke  đến Đệ nhất phu nhân Tổng thống Michelle Obama  đã phát hiện sản phẩm của họ chứa hàm lượng chì cao do ô nhiễm đất, có hại cho sức khỏe con người khi tiêu thụ. Đất bị nhiễm chì cao thường bắt nguồn từ sơn nhà cũ có chứa chì, khói xe hoặc lắng đọng trong khí quyển. Nếu không được giáo dục thích hợp về rủi ro của canh tác đô thị và thực hành an toàn, người tiêu dùng nông sản đô thị có thể phải đối mặt với các vấn đề khác liên quan đến sức khỏe 

## Thực hiện

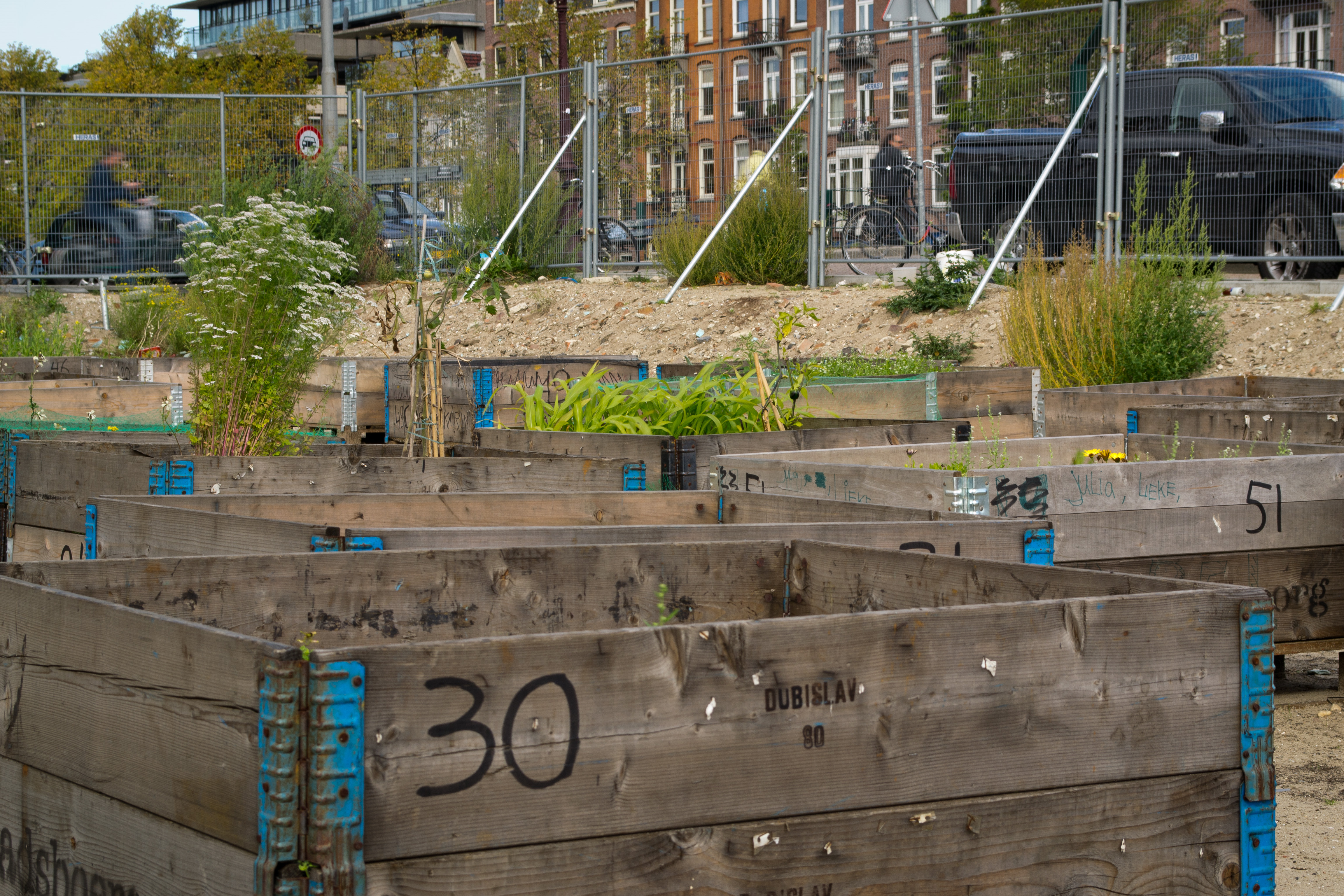
Một trang trại đô thị nhỏ ở Amsterdam

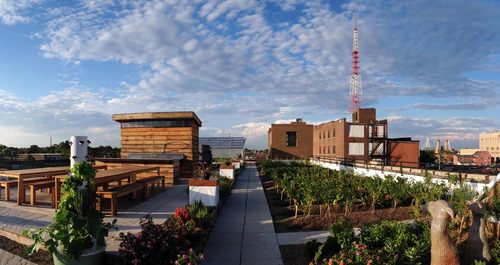
Nông trại đô thị trên mái nhà tại Trang trại mái nhà thực phẩm ở trung tâm thành phố St. Louis, MO

Tạo cơ sở hạ tầng dựa vào cộng đồng cho nông nghiệp đô thị có nghĩa là thiết lập các hệ thống địa phương để trồng và chế biến thực phẩm và chuyển nó từ nông dân (người sản xuất) đến người tiêu dùng.
Để tạo điều kiện thuận lợi cho sản xuất lương thực, các thành phố đã thành lập các dự án canh tác dựa vào cộng đồng. Một số dự án đã chung tay chăm sóc các trang trại cộng đồng trên khu đất chung, giống như ở Boston Common thế kỷ mười tám. Một trong những trang trại cộng đồng như vậy là Trang trại Trẻ em Collingwood ở Melbourne, Úc. Các dự án vườn cộng đồng khác sử dụng mô hình vườn phân bổ, trong đó những người làm vườn chăm sóc các mảnh đất riêng lẻ trong một khu vực làm vườn lớn hơn, thường dùng chung một kho dụng cụ và các tiện nghi khác. Các khu vườn P-Patch ở Seattle sử dụng mô hình này, cũng như Trang trại South Central ở Los Angeles và Trang trại mái nhà thực phẩm ở St. Louis. Những người làm vườn độc lập ở thành thị cũng trồng thực phẩm trong từng sân và trên mái nhà. Các dự án chia sẻ vườn tìm cách kết hợp người sản xuất với đất, điển hình là không gian sân trong khu dân cư. Những khu vườn trên mái cho phép cư dân thành thị duy trì không gian xanh trong thành phố mà không cần phải dành một phần đất chưa phát triển. Các trang trại trên mái nhà cho phép sử dụng không gian mái công nghiệp chưa sử dụng một cách hiệu quả, tạo ra công việc và lợi nhuận. Các dự án trên khắp thế giới tìm cách cho phép các thành phố trở thành 'cảnh quan sản xuất liên tục' bằng cách trồng đất trống đô thị và vườn bếp tạm thời hoặc cố định.

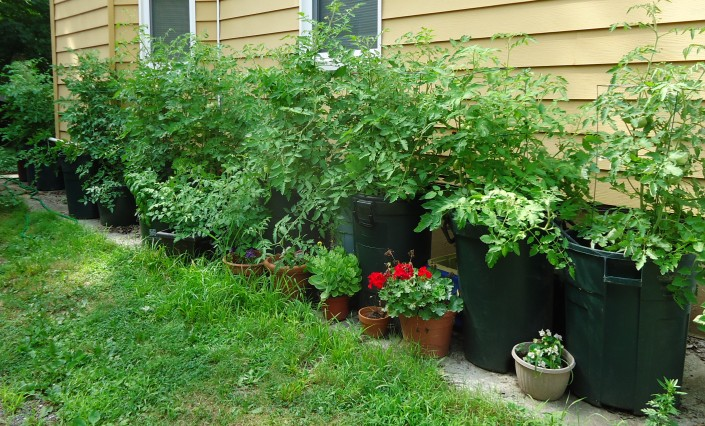
Những cây cà chua trồng trong chậu cùng với một ngôi nhà nhỏ ở New Jersey trong 15 thùng rác chứa đầy đất, đã trồng hơn 700 cây cà chua trong suốt mùa hè năm 2013.

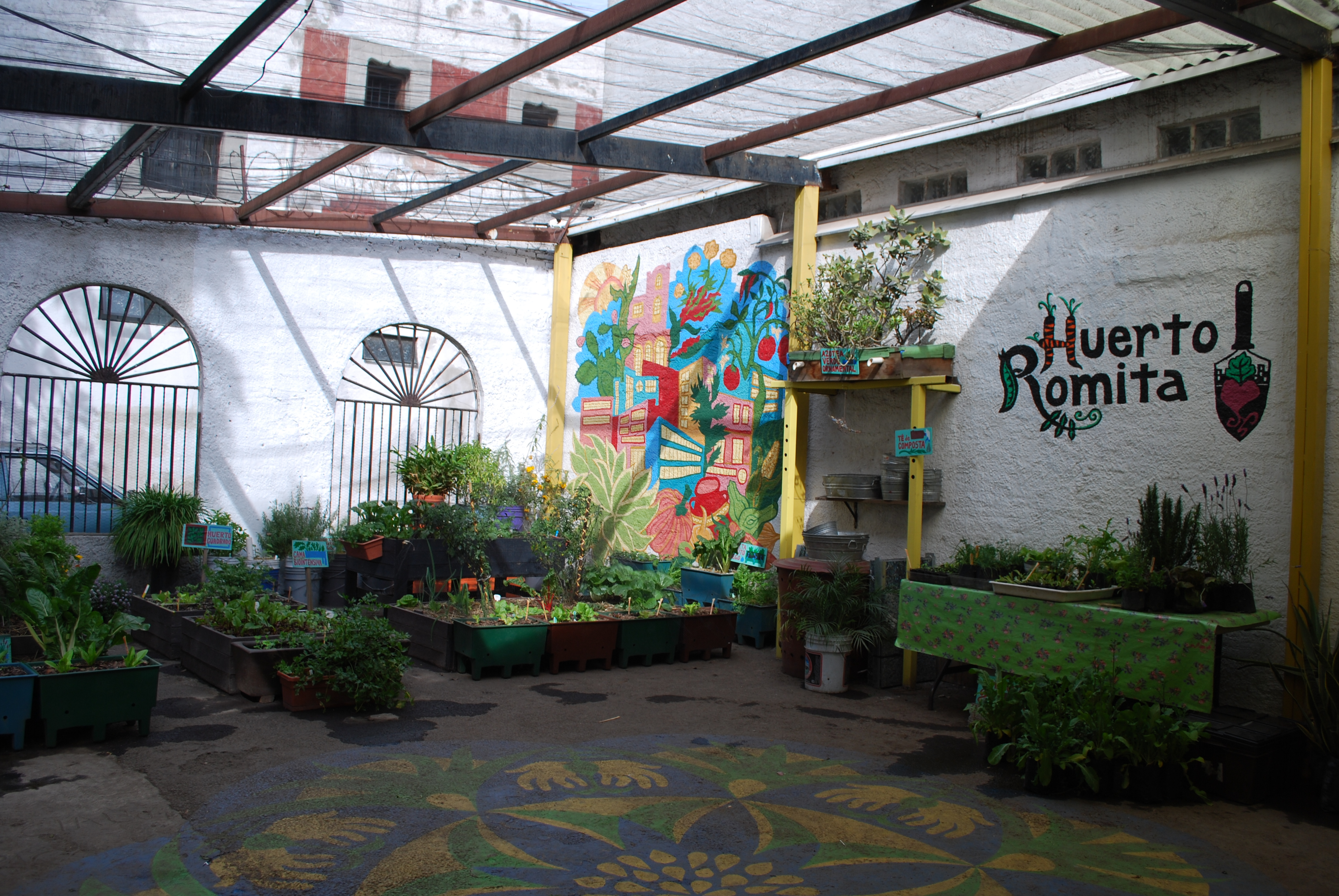
Dự án nông nghiệp đô thị ở phần La Romita của Colonia Roma, Thành phố Mexico

Chế biến thực phẩm ở cấp cộng đồng đã được đáp ứng bằng cách tập trung nguồn lực vào các kho dụng cụ cộng đồng và các cơ sở chế biến để nông dân chia sẻ. Chương trình Hợp tác Tài nguyên Vườn có trụ sở tại Detroit có các ngân hàng công cụ cụm. Các khu vực khác nhau của thành phố có các ngân hàng công cụ nơi các nguồn lực như công cụ, phân trộn, lớp phủ, cọc cà chua, hạt giống và giáo dục có thể được chia sẻ và phân phối với những người làm vườn trong cụm đó. Chương trình Hợp tác Tài nguyên Vườn của Detroit cũng tăng cường sức mạnh cộng đồng làm vườn của họ bằng cách cung cấp cho các thành viên của họ những cây cấy ghép; giáo dục về các vấn đề làm vườn, chính sách và lương thực; và bằng cách xây dựng sự kết nối giữa những người làm vườn thông qua các nhóm làm việc, những người làm vườn, các chuyến tham quan, các chuyến đi thực tế và các ngày làm việc theo nhóm. Ở Brazil, "Các thành phố không có nạn đói" đã đưa ra chính sách công về việc tái thiết các khu vực bị bỏ hoang để sản xuất lương thực và cải thiện các khu vực xanh của cộng đồng.
Chợ nông sản, chẳng hạn như chợ nông sản ở Los Angeles, cung cấp một mảnh đất chung để nông dân có thể bán sản phẩm của họ cho người tiêu dùng. Các thành phố lớn có xu hướng mở cửa chợ nông sản vào cuối tuần và một ngày giữa tuần. Ví dụ, chợ nông sản Boulevard Richard-Lenoir ở Paris, Pháp, mở cửa vào Chủ Nhật và Thứ Năm. Tuy nhiên, để tạo ra sự phụ thuộc của người tiêu dùng vào nông nghiệp đô thị và giới thiệu sản xuất lương thực địa phương như một nghề bền vững cho nông dân, thị trường sẽ phải được mở thường xuyên. Ví dụ: Chợ Nông sản Los Angeles mở cửa bảy ngày một tuần và đã liên kết một số cửa hàng tạp hóa địa phương với nhau để cung cấp các sản phẩm thực phẩm khác nhau. Vị trí trung tâm của chợ ở trung tâm thành phố Los Angeles mang lại sự tương tác hoàn hảo cho một nhóm người bán đa dạng tiếp cận người tiêu dùng của họ.